# William Kantor

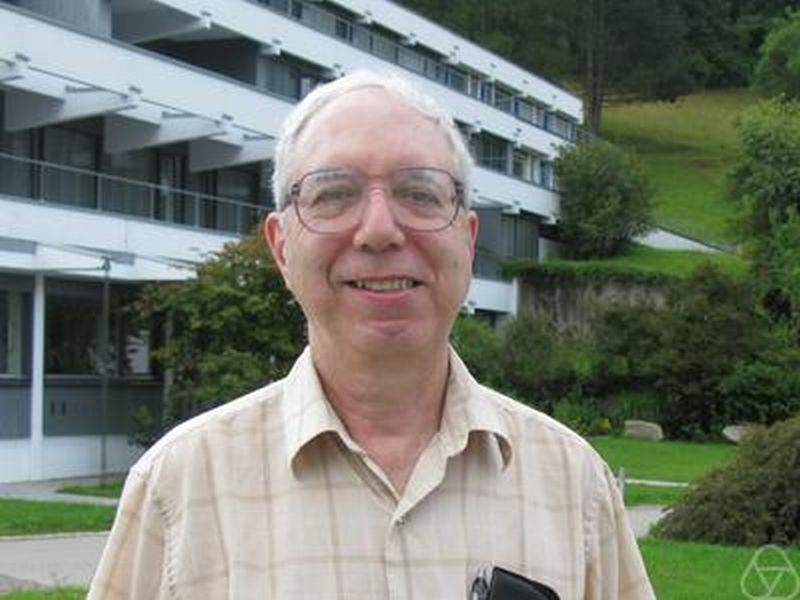
William Kantor in Oberwolfach 2011

William M. Kantor (* 1944) ist ein US-amerikanischer Mathematiker, der sich mit Gruppentheorie und Geometrie befasst.
Kantor studierte am Brooklyn College mit dem Bachelor-Abschluss 1964 und wurde 1968 an der University of Wisconsin bei Peter Dembowski und Richard Bruck promoviert (2-transitive Symmetric Designs). Danach war er an der University of Illinois in Chicago und ab 1971 Professor an der University of Oregon.
Kantor befasst sich mit endlichen Geometrien, gruppentheoretischen Algorithmen, Kombinatorik, Kodierungstheorie und Geometrie. Er war Ko-Organisator von Konferenzen in Oberwolfach über Gruppentheorie und Geometrie und an der Ohio State University in Columbus über Gruppentheorie in der Informatik.
1998 war er Invited Speaker auf dem Internationalen Mathematikerkongress in Berlin (Simple groups in computational group theory). Er ist Fellow der American Mathematical Society.
Ende des 19. Jahrhunderts wirkte in Wien S. Kantor (auch M. S. Kantor), der auf ähnlichem Gebiet arbeitete und nach dem einige Sätze benannt sind (Möbius-Kantor Konfiguration, Möbius-Kantor Graph).

## Schriften
- mit Ákos Seress Black box classical groups, Memoirs of the American Mathematical Society 2001
- Herausgeber mit Lino Di Martino: Groups of Lie type and their geometries. Como 1993, Cambridge University Press 1995
- Herausgeber mit Robert Liebler: Finite geometries, buildings, and related topics, Clarendon Press, Oxford 1990
- Herausgeber mit Larry Finkelstein: Groups and Computation, DIMACS Series in Discrete Mathematics and Theoretical Computer Science 11, AMS 1993
- Herausgeber mit Larry Finkelstein: Groups and Computation II, DIMACS Series in Discrete Mathematics and Theoretical Computer Science 28, AMS 1997
- Herausgeber mit Ákos Seress: Groups and Computation III, Proceedings of the International Conference at The Ohio State University, De Gruyter 2001
- mit László Babai, Eugene Luks: Computational complexity and the classification of finite simple groups, Proceedings of the 24th Annual Symposium on Foundations of Computer Science (FOCS), 1983, S. 162–171